# Hebron, Maryland
Hebron är en kommun (town) i Wicomico County i Maryland. Vid 2010 års folkräkning hade Hebron 1 084 invånare.